# 褐胸山鹧鸪
褐胸山鹧鸪（学名：Arborophila brunneopectus）又名斑背山鹧鸪，为雉科山鹧鸪属的鸟类。多见于平原和低山的常绿森林和竹林。该物种的模式产地在缅甸丹那沙林。

## 亚种
- 褐胸山鹧鸪指名亚种（学名：Arborophila brunneopectus brunneopectus）。在中国大陆，分布于云南、广西等地。该物种的模式产地在缅甸丹那沙林。[2]